# Ufijski Państwowy Lotniczy Uniwersytet Techniczny
Ufijski Państwowy Lotniczy Uniwersytet Techniczny ((baszk.): Өфө дәүләт авиация техник университеты, (ros.) Уфимский Государственный Авиационный Технический Университет) – baszkirska uczelnia publiczna, zlokalizowana w Ufie.
Uczelnia została założona w 1932 roku w  Rybińsku jako Rybiński Instytut Lotniczy (Рыбинский авиационный институт). W 1942 roku został on, ze względu na działania na froncie wschodnim II wojny światowej ewakuowany do Ufy. Tam funkcjonował jako Ufijski Instytut Lotniczy (Уфимский авиационный институт). Patronem uczelni był Sergo Ordżonikidze. Status państwowego uniwersytetu technicznego oraz obecną nazwę instytut uzyskał w 1992 roku.
8 lipca 2022 r. w wyniku reorganizacji (fuzji) BashSU i USATU, która zakończyła się 1 listopada, powstała Ufa University of Science and Technology
W skład uczelni wchodzą następujące jednostki administracyjne:
- Wydział Silników Lotniczych
- Wydział Automatyki Procesów Przemysłowych
- Wydział Wykonywanie Przyrządów Lotniczych
- Wydział Lotniczych Systemów Technologicznych
- Wydział Informatyki i Robotyki
- Wydział Humanistyczny
- Wydział Ochrony w Sytuacjach Awaryjnych
- Wydział Nauk Ścisłych